# Puzzle

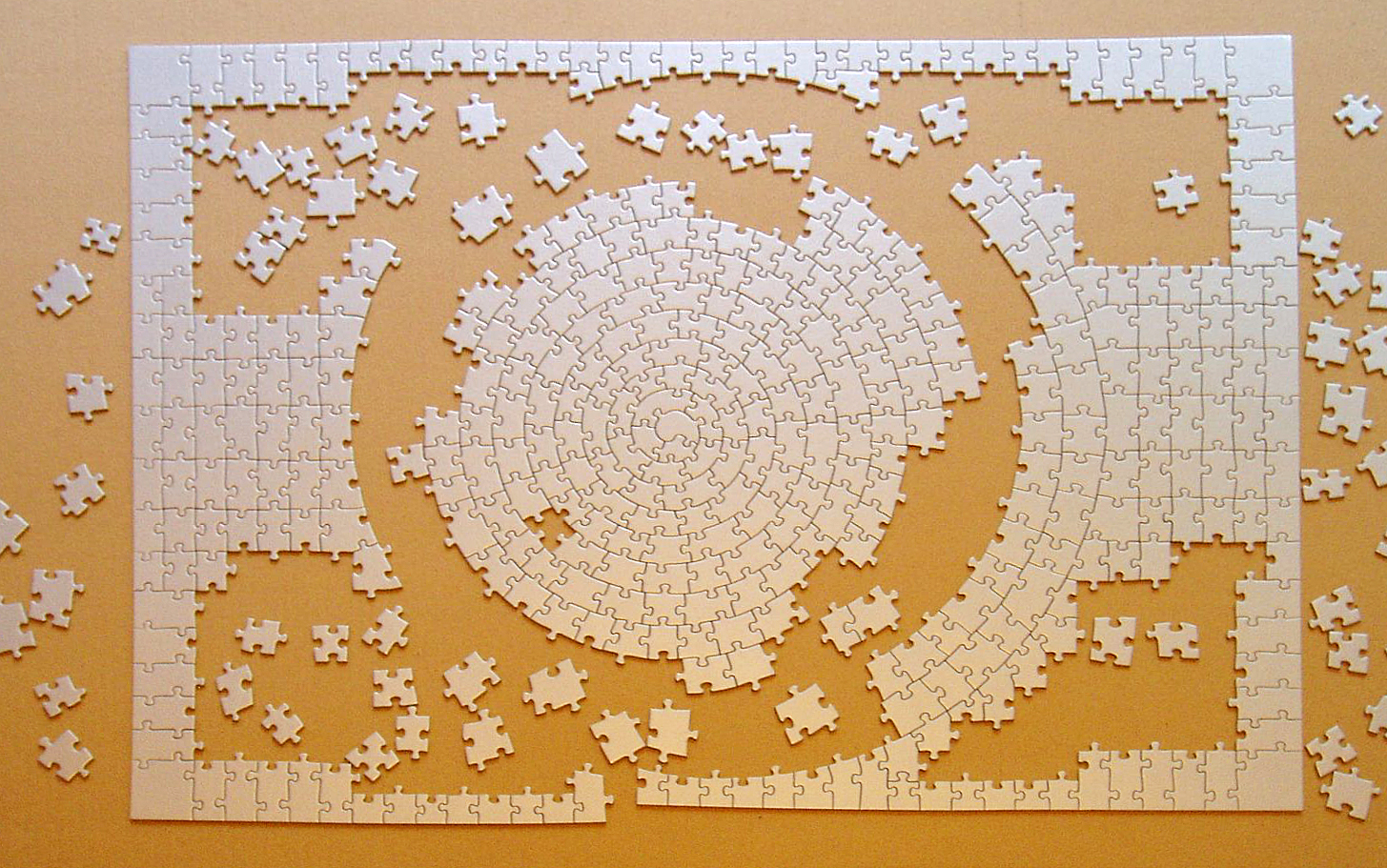
Puzzle bez obrazka.

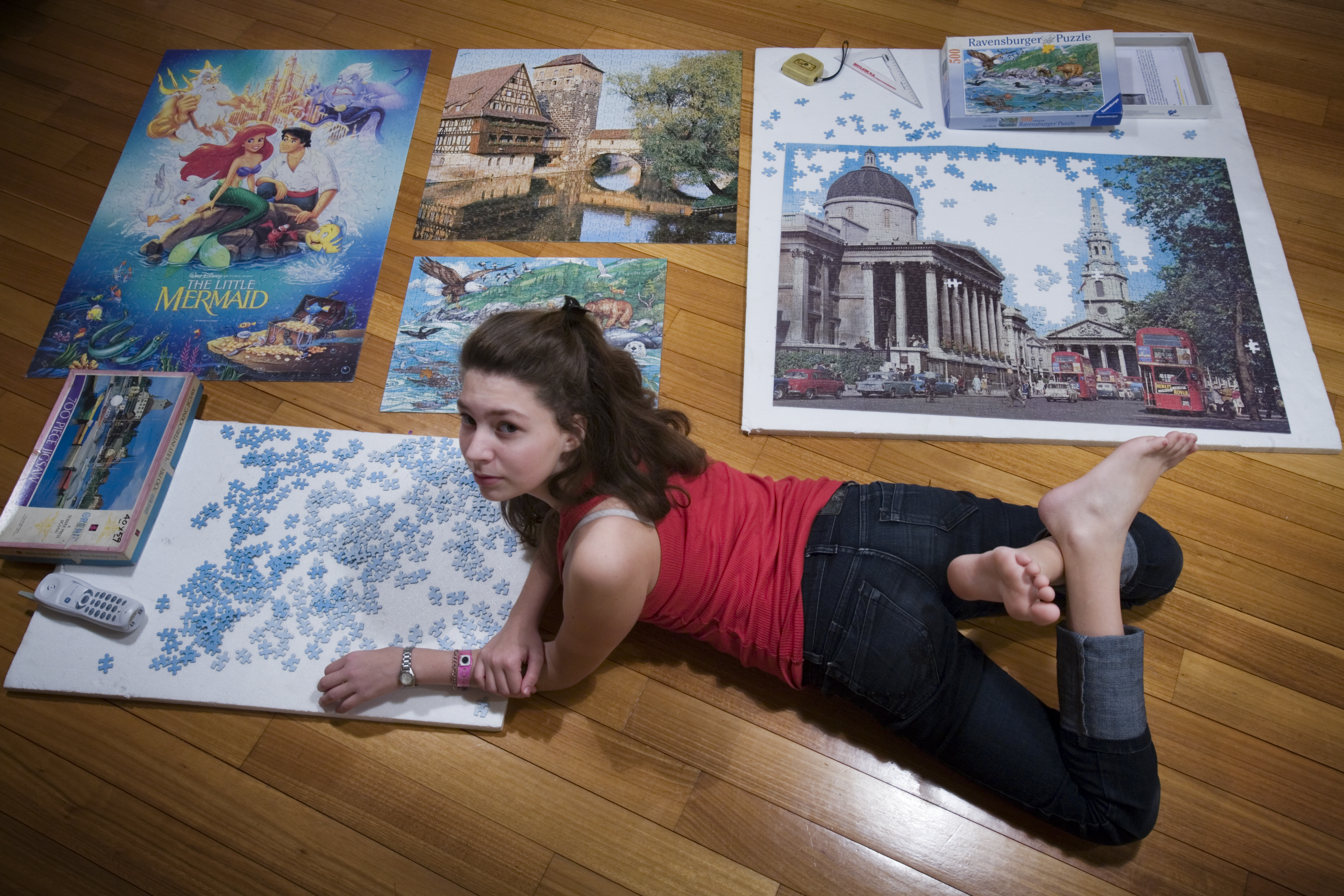
Przykładowe zestawy puzzli.

Puzzle – forma rozrywki polegająca na składaniu dużego obrazka z małych fragmentów o charakterystycznych kształtach.
Najczęściej składają się z 500, 1000, 1500 i 2000 elementów. Nieco rzadziej spotykane składają się z trzech i więcej tysięcy elementów. W odmianach dla dzieci spotkać można bardzo wiele wariantów (od 2 elementów), z których powstają obrazki o bardzo różnych rozmiarach.
Odmianą klasycznych puzzli są puzzle trójwymiarowe oraz puzzle kuliste.

## Etymologia
Pierwsze udokumentowane użycie słowa puzzle pochodzi z książki pod tytułem "The Voyage of Robert Dudley […] to the West Indies, 1594-1595", której narratorem był m.in. kpt. Wyatt. Według językoznawców pierwszą formą był czasownik, od którego powstał rzeczownik pochodny.

## Historia

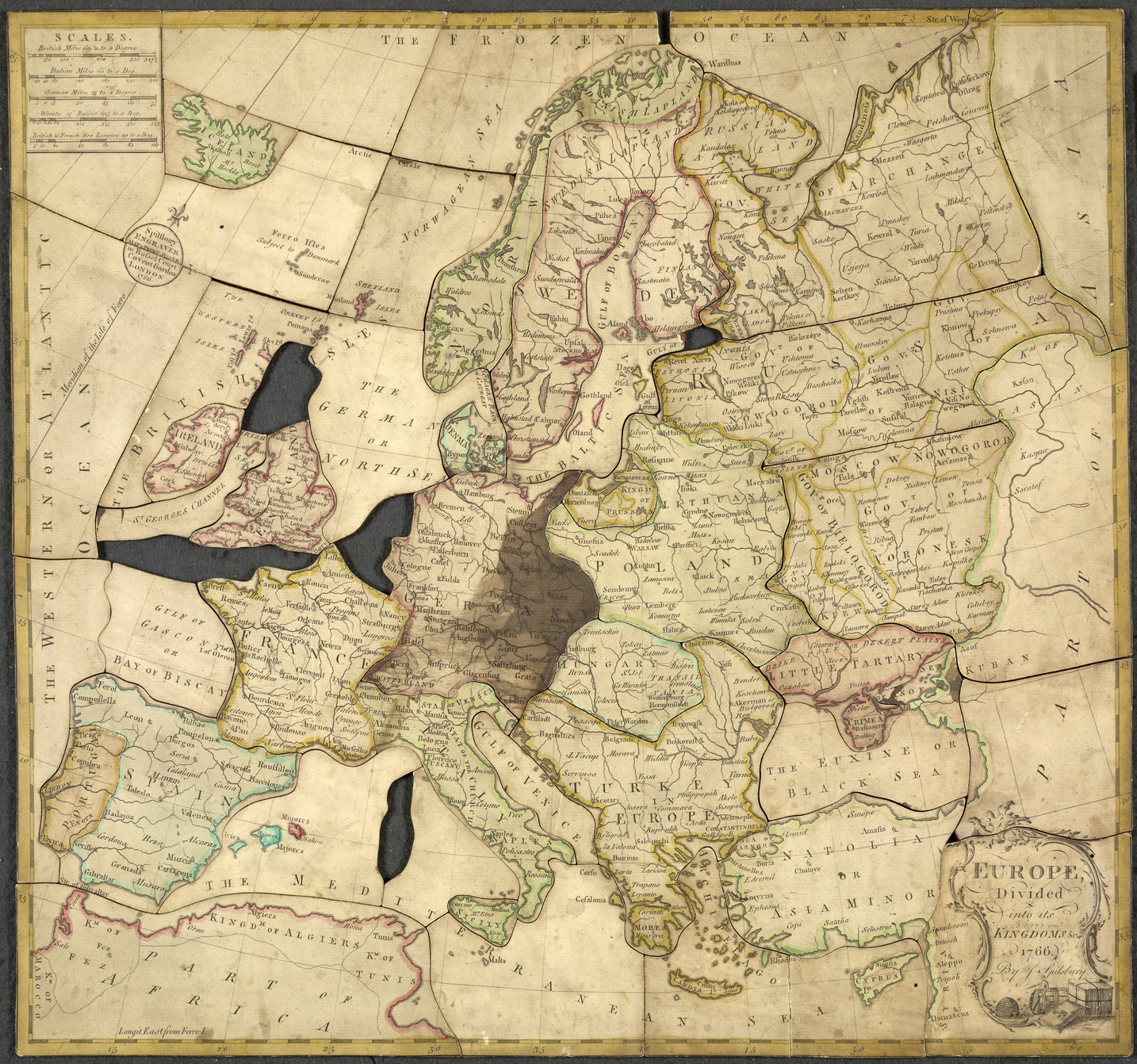
Mapa Europy Johna Spilsbury z 1766 roku

Za twórcę pierwszych puzzli uważany jest John Spilsbury, londyński grawer i kartograf (1763 rok). W celu ułatwienia nauki geografii naklejał drukowane mapy na cienkie deski z mahoniu i rozcinał całość wzdłuż granic państw. Ta forma pomocy naukowych rozprzestrzeniła się w całej Anglii i była stosowana także do nauczania innych przedmiotów. Oprócz układanek dla dzieci tworzono również puzzle dla dorosłych, które miały odpowiednią dla nich tematykę, np. przedstawiały wydarzenia lub ówczesne osobistości. Poza Anglią puzzle rozprzestrzeniły się w drugiej połowie XIX wieku, a zastosowanie pił włośnicowych do wycinania puzzli pozwoliło uzyskiwać dokładniejsze elementy. Ponadto zaczęto również ciąć obrazki na elementy, które nie miały kształtów przyjętych na rysunkach. Natomiast wymyślne kształty powodowały, że puzzle były trudniejsze do ułożenia. Na początku XX wieku rozpoczęto maszynowo wykrawać elementy, co pozwoliło obniżyć koszty i spopularyzować tę formę rozrywki.
Pierwsze puzzle w internecie pojawiły się około 2001 roku.

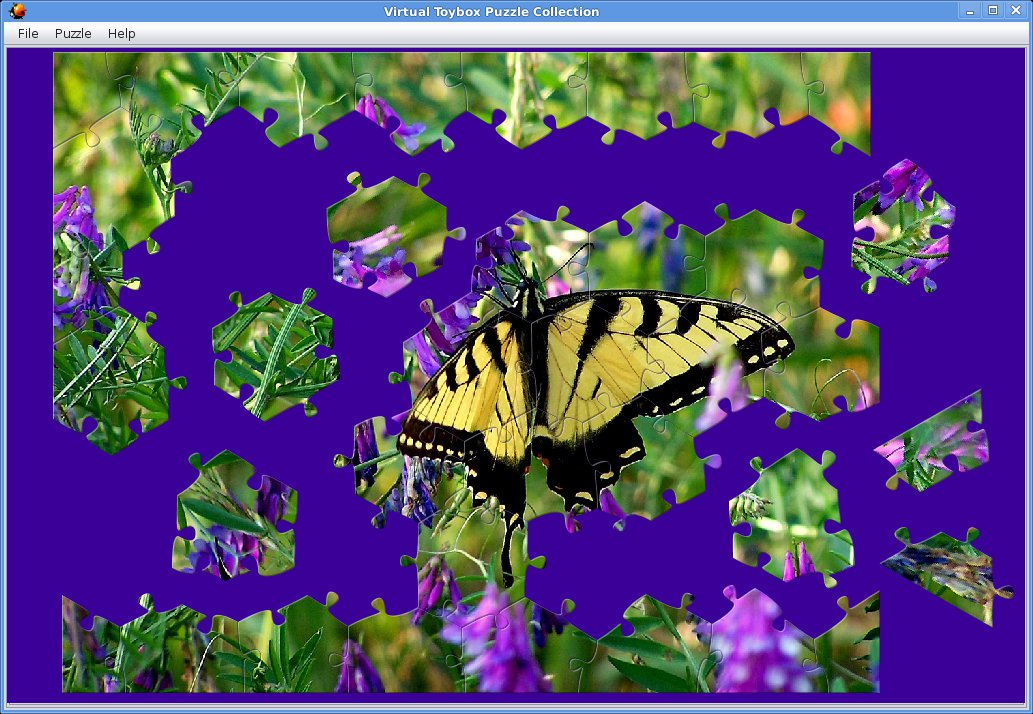
Układanie puzzli komputerowych

## Rekordy

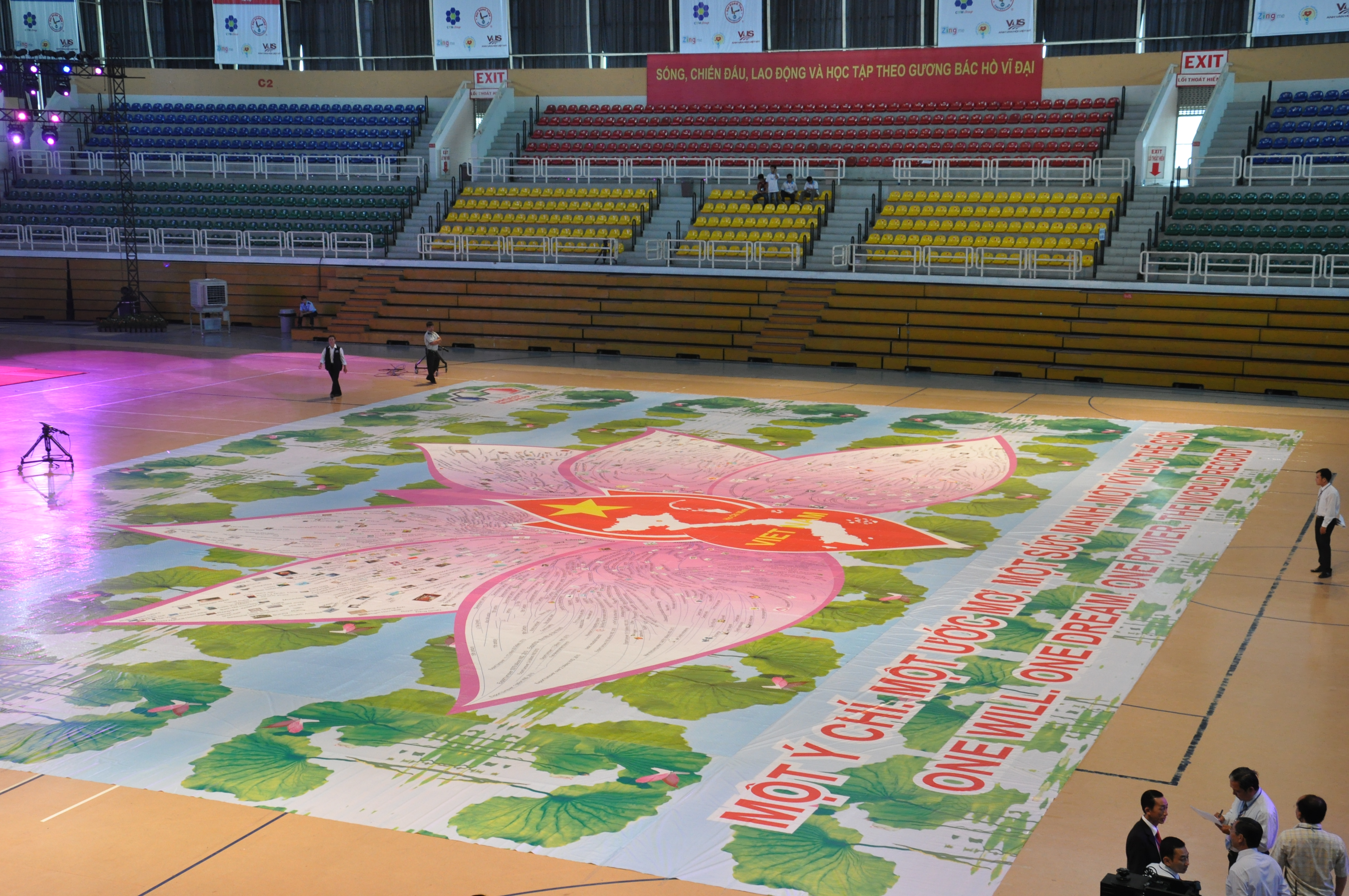
Rekordowe puzzle ułożone w Wietnamie w 2011 roku

Największe seryjnie produkowane puzzle wyprodukowane przez firmę Ravensburger składają się z 32 256 elementów (544 × 192 cm, waga ok. 17 kg). 
Największe puzzle na świecie (wpisane do księgi rekordów Guinnessa) ułożyło 1600 studentów Uniwersytetu Ekonomicznego w Ho Chi Minh w Wietnamie. Puzzle powstały 24 września 2011 i składały się z 551 232 elementów o wymiarach 2,5 × 2,5 cm każdy, zajmując powierzchnię 14,85 × 23,20 m.

## Puzzle personalizowane
W latach 80. XX wieku w Stanach Zjednoczonych pojawiły się pierwsze puzzle składające się z 30 elementów wykonane w nakładzie 1 sztuki z powierzonego zdjęcia. Do tego czasu tworzenie personalizowanych puzzli ze zdjęcia (tzw. fotopuzzli), z uwagi na olbrzymie koszty produkcyjne, było niewykonalne. Przełomem było wynalezienie procesu termosublimacji oraz upowszechnienie technologii druku atramentowego. Wraz z rozwojem technologii spadały koszty oraz wzrastała jakość puzzli personalizowanych. Aktualnie na świecie jest kilka tysięcy firm oferujących puzzle z powierzonego zdjęcia. Symptomatyczne jest, że ich produkcją od kilku lat zajęli się światowi potentaci w produkcji puzzli wysokonakładowych, tacy jak firmy Ravensburger czy Educa, które w swojej ofercie mają od kilku do nawet kilkunastu formatów i ilości elementów.